# Frank Cope
Frank Cope (Birmingham, 26 de enero de 1896-Birmingham, 30 de octubre de 1972) fue un piloto de motociclismo británico que compitió en el Campeonato del Mundo de Motociclismo desde la temporada de 1950 hasta su muerte en la temporada de 1958. Es conocido en el mundo del motor por haber sido uno de los pilotos más veteranos en debutar en el profesionalismo. Lo hizo a los 54 años.

## Biografía
Cope tenía 14 años cuando adquirió su primera motocicleta, una Moto Zecoch de 98 cc, aunque pasó la prueba con la Williamson de su padre, y ese mismo año entró en el negocio de la armería familiar. Llegó la Primera Guerra Mundial y se unió a la Quinta de Yorkshires, sieno destinado al frente de Francia. Después de la guerra, regresó a Birmingham y se unió a la tienda de bicicletas familiar, que pronto se expandió para incluir motocicletas. En 1919, ganó la Copa Colmore en un Indian de doble V antes de montar máquinas de New Imperial y Velocette, convirtiéndose en un experto en sidecar y disfrutando de mucho éxito con su KTT y sidecar. Pero una caída cuando salía a cazar le sobrevinieron algunas lesiones graves, principalmente debido a que el caballo le dio un rodillazo en el estómago. Estuvo en el hospital durante varios meses.
Una vez recuperado, se acercó a la compañía de motocicleta BSA, con el que empezó a trabajar para mejorar la moto. Posteriormente, se fue a Velocette para mejorar el rendimiento de su sidecar. Unas mejoras que le convirtieron en un todo un referente de las pruebas locales de sidecar, ganado el Triple Award. En la Segunda Guerra Mundial, su empresa de armería se convirtió en un taller auxiliar del ejército.
Después de la guerra, y cuando contaba con 52 años, empezaría a competir de manera profesional. Empezaría con las pruebas del Clubman Lightweight de TT Isla de Man en 1948 y 1949 y posteriormente, se animaría a participar en las pruebas inglesas del Campeonato del Mundo de Motociclismo. Estuvo ocho temporadas participando en estas pruebas consiguiendo su mejor resultado en la pruebas de 125cc del Gran Premio del Úlster de 1956 al conseguir el quinto puesto, cuando ya contaba con 62 años. En 1959, consiguió uno de sus éxitos más importantes: la victoria en la carrea Port Elisabeth 200 con una Norton 250.

## Estadísticas
Sistema de puntuación desde 1950 hasta 1968:
| Posición | 1.º | 2.º | 3.º | 4.º | 5.º | 6.º |
| Puntos   | 8   | 6   | 4   | 3   | 2   | 1   |

Los 5 mejores resultados se contaban hasta 1955.
(carreras en cursiva indica vuelta rápida)
| Año  | Clase | Equipo    | 1       | 2       | 3       | 4     | 5     | 6     | 7     | 8     | 9     | Pts | Pos  |
| ---- | ----- | --------- | ------- | ------- | ------- | ----- | ----- | ----- | ----- | ----- | ----- | --- | ---- |
| 1950 | 250cc | AJS       | IOM 8   |         |         | SUI - | ULS 9 | NAT - |       |       |       | 0   | -    |
| 1951 | 250cc | AJS       |         | SUI -   | IOM 8   | FRA - |       |       | ULS - | NAT - |       | 0   | -    |
| 1951 | 350cc | Norton    | ESP -   | SUI -   | IOM 52  | NED - | BEL - | FRA - | ULS - | NAT - |       | 0   | -    |
| 1952 | 250cc | AJS       | SUI -   | IOM 15  | NED -   |       | GER - | ULS - | NAT - |       |       | 0   | -    |
| 1952 | 350cc | AJS       | SUI -   | IOM 37  | NED -   | BEL - | GER - | ULS - | NAT - |       |       | 0   | -    |
| 1953 | 250cc | AJS       | IOM 13  | NED -   |         | GER - | FRA - | ULS - | SUI - | NAT - |       | 0   | –    |
| 1953 | 350cc | AJS       | IOM 53  | NED -   | BEL -   |       | FRA - | ULS - | SUI - | NAT - | ESP - | 0   | –    |
| 1954 | 125cc | MV Agusta |         | IOM Ret | ULS -   |       | NED - | RFA - |       | NAT - | ESP - | 0   | –    |
| 1954 | 250cc | Norton    | FRA -   | IOM Ret | ULS -   |       | NED - | RFA - | SUI - | NAT - |       | 0   | –    |
| 1954 | 350cc | Norton    | FRA -   | IOM Ret | ULS -   | BEL - | NED - | RFA - | SUI - | NAT - | ESP - | 0   | –    |
| 1955 | 125cc | MV Agusta | SPA -   | FRA -   | IOM Ret | RFA - |       | NED - |       | NAT - |       | 0   | –    |
| 1955 | 250cc | Norton    |         |         | IOM Ret | RFA - |       | NED - | ULS - | NAT - |       | 0   | –    |
| 1956 | 125cc | MV Agusta | IOM 9   | NED -   | BEL -   | RFA - | ULS 5 | NAT - |       |       |       | 2   | 18.º |
| 1956 | 250cc | Norton    | IOM 9   | NED -   | BEL -   | RFA - | ULS 7 | NAT - |       |       |       | 0   | –    |
| 1957 | 125cc | MV Agusta | RFA -   | IOM Ret | NED -   | BEL - | ULS - | NAT - |       |       |       | 0   | –    |
| 1957 | 250cc | Norton    | RFA -   | IOM 20  | NED -   | BEL - | ULS - | NAT - |       |       |       | 0   | –    |
| 1958 | 125cc | MV Agusta | IOM Ret | NED -   | BEL -   | GER - | SWE - | ULS - | NAT - |       |       | 0   | –    |
| 1958 | 250cc | Norton    | IOM 16  | NED -   | BEL -   | GER - | SWE - | ULS - | NAT - |       |       | 0   | –    |